# 南地 (斯德哥尔摩)

南地位於斯德哥爾摩南部

南地（瑞典語：Söderort）是瑞典首都斯德哥爾摩的一個区域，位於斯德哥爾摩市的南部地區，有時又稱南斯德哥爾摩。在2007年之前，南地分為八個區。2007年之後，南地分為六個區：恩谢德-奥什塔-万特尔、法什塔、海格什滕-利利耶霍尔门、谢尔霍尔门、斯卡普奈克和艾尔夫舍。2020年，海格什滕-利利耶霍尔门与艾尔夫舍合并为新区海格什滕-艾尔夫舍。